# Lars Schultze
Laurentius (Lars) Schultze, född 24 mars 1701 i Västerås, död 16 januari 1765 i Falun, var en svensk bergmästare och tecknare.
Han var son till kyrkoherden Thomas Schultze och Catharina Munktelius och gift första gången med Helena Catharina Littmark och andra gången med Catharina Margareta Brandberg. Schultze blev student vid Uppsala universitet 1712, extra ordinarie kanslist i Bergskollegium 1725, bergsfogde i Falun 1734, geschvorner i Sala 1740 och vid Stora Kopparberg 1742. Han fick bergmästares namn, heder och värdighet 1762 men tog avsked 1763. Under sin tid vid de olika gruvorna utförde han teckningar med miljöbilder från de olika gruvorna som idag är upplysande om dåtida teknik och arbetsmiljö. Schultze är representerad vid Bergskollegium med ett illustrerat arbete om osmundsmidet som han utförde 1732. 